# Thomas Jank
Thomas Jank (* 29. April 1949 in Burg, Landkreis Cottbus; † 16. August 2007) war ein deutscher Ingenieur.

## Leben
Nach seinem Ingenieur-Studium der Physik und Mathematik an der Universität Kaiserslautern arbeitete er als Doktorand am Institut für Hochfrequenztechnik und Radarsysteme beim Deutschen Zentrum für Luft- und Raumfahrt (DLR) in Oberpfaffenhofen. Mit seiner Dissertation über Antennen auf Flugzeugen erlangte er im Oktober 1979 die  Promotion zum Dr. Ing. 
Ab dem Jahr 1979 wechselte er in das DLR-Institut für Physik der Atmosphäre (IPA), in die Abteilung Wolkenphysik und Verkehrsmeteorologie, wo er sich mit Fragen der Radarerkundung beschäftigte. In den nächsten zwanzig Jahren arbeitete er an Untersuchungen mit dem Doppler-Radar, mit dem sowohl Wolkenmessungen als auch Messungen von Niederschlägen vorgenommen werden konnten. Er betreute das Polarisationsradar des DLR (Polarization Diversity Doppler Radar / POLDIRAD) wissenschaftlich und technisch.
Thomas Jank wirkte bei zahlreichen meteorologischen Messexperimenten im DLR und bei wissenschaftlichen Messkampagnen mit, letztmals nordwestlich von Straßburg im Sommer 2007. Hierbei kam POLDIRAD zur hochgenauen Vermessung von Niederschlagsfeldern zum Einsatz und diente als wesentliches Monitoring-Instrument für die internationale Messkampagne COPS, die für die Deutsche Forschungsgemeinschaft, die Helmholtz-Gemeinschaft (DLR) und das World Weather Research Programme der Vereinten Nationen die Gewitter-Entstehung besonders an Mittelgebirgen untersuchte. Weitere Erforschungen betrafen Fragen der Modelle der Atmosphäre, Aufbau und Überprüfung mesoskaliner Modelle der Atmosphärenströmung und Wolken (MESOSCOP) und Erkundungsmessungen von Bord von Forschungsflugzeugen. Weiterhin nahm er Aufgaben als Pilot und Fluglehrer innerhalb des Flugbetriebs der DLR wahr und führte wichtige meteorologische Forschungsmessflugeinsätze von Bord der ASK16 für das IPA durch, u. a. in Deutschland, Österreich, Norwegen und Spanien. Diese Tätigkeit verband er seit 1976 mit den Möglichkeiten der Flugsportgruppe im DLR Oberpfaffenhofen e.V., deren 1. Vorstand er ab dem Jahre 1993 war.
Seine fliegerische Laufbahn begann er 1976 als Segelflugzeugführer, über die Stufe des Motorseglerpiloten zum Motorflugzeugführer, Fluglehrer, Flugzeugwart und Kunstflug-Piloten entwickelte er seine fliegerischen Erfahrungen weiter und durch zusätzliche Schulungen im Ausland. So erwarb er in den USA die Instrumentenflug-Berechtigung (IFR), in Kanada den Eintrag für Wasserflugzeuge und in der Schweiz die Erlaubnis für Gletscherlandungen. 2004 bis 2007 setzte sich Thomas Jank für die Verschmelzung der ortsansässigen Flugsportvereine, des Luftsportclubs Dornier e. V. (LSC) und Motorfluggruppe Dornier e. V. (MFG) mit seiner Flugsportgruppe im DLR Oberpfaffenhofen e. V. (FSG) ein und wurde 1. Vorstand dieser fusionierten Flugsportgruppe mit 400 Mitgliedern in den Abteilungen Segel-/Motorsegelflug, Motorflug, Fallschirmsport und einem Flugzeugpark mit 25 Sportflugzeugen.